# Rodney Brooks
Rodney Brooks, född den 30 december 1954 i Adelaide, är en australisk forskare.
Brooks arbetar på MIT där han är föreståndare för universitetets AI laboratorium. Under sitt arbete på MIT har han bland annat varit med och skapat humanoiden Cog. Han har dessutom grundat företaget iRobot som utvecklar självgående dammsugare som kan ta sig in i trånga utrymmen.